# Лихов, Виталий Кузьмич
Лихов Виталий Кузьмич (род. 1 мая 1926 года) — инженер-металлург, лауреат Государственной премии СССР (1987). Заслуженный металлург БАССР.

## Биография
Лихов Виталий Кузьмич     родился  1 мая 1926 год в с. Дмитриевское Заокского района Московской области.
В  1951 году окончил Сибирский металлургический институт.
Место работы:   с 1945 по 1951 годы работал  преподавателем Кузнецкого металлургического техникума; с 1951 года работал  на Белорецком металлургическом комбинате  мастером, начальником участка, заместителем начальника ОТК, начальником смены, обер-мастером проволочного стана, заместителем начальника прокатного цеха, заместителем главного металлурга, главным металлургом,  заместителем директора по металлургии, главным инженером, с 1983 года – начальником исследовательской лаборатории горячей прокатки ЦЗЛ.
Лихов Виталий Кузьмич     участвовал  в разработке,  в строительстве, пуске и освоении проволочного стана «150», который обеспечил выпуск качественной катанки и метизных изделий.
За разработку и внедрение технологии производства высококачественной катанки удостоен Государственной премии СССР.

## Труды
Лихов Виталий Кузьмич     - автор  10 печатных работ,  9 авторских свидетельств и 3 патентов на изобретения.

## Награды и звания
- Государственная премия  СССР (1987)

- Ордена Трудового Красного Знамени (дважды), медали.